# Torfhausmoor
Koordinaten: 51° 47′ 56″ N, 10° 33′ 2″ O
Das Torfhausmoor, auch Großes Torfhausmoor oder Radaubornmoor, ist ein Teil des Nationalparks Harz im gemeindefreien Gebiet Harz (Landkreis Goslar) nahe Torfhaus in Niedersachsen.

## Beschreibung

Torfhausmoor

Das Torfhausmoor liegt in rund 800 Meter Höhe zwischen Torfhaus und dem östlich gelegenen Brocken, in einem besonders niederschlagsreichen Gebiet. Es ist rund 30 Hektar groß. Das Torfhausmoor zählt zu den Hochmooren und hat eine rund 10.000 Jahre alte, über fünf Meter dicke Torfschicht. Die Radau, ein Nebenfluss der Oker, entspringt im Moor, worauf auch die Bezeichnung Radaubornmoor hinweist. 
Das Torfhausmoor liegt am Goetheweg und ist in einem kleinen Bereich im Südwesten auf einem Bohlenweg zu erkunden.

## Geschichte
Im Jahr 1571 hat man die Gegend rund um Torfhaus im Auftrag des Herzog Julius zu Braunschweig und Wolfenbüttel erstmals auf Torfvorkommen untersucht. Zwei Jahre später begann der erste Torfstich, welcher jedoch vor 1618 erstmals eingestellt worden ist. Der Torfabbau begann wieder 1658 und wurde 1786 endgültig aufgegeben, da der Torf bei der vorherrschenden Witterung nicht trocknete.

## Flora und Fauna
Flora und Fauna sind auf das Regenmoor spezialisiert. Das fast waldfreie Gebiet wird durch Torfmoose (Sphagnum), Scheiden-Wollgras (Eriophorum vaginatum), die Besenheide (Calluna vulgaris) und weitere Zwergsträucher bestimmt. Als Glazialrelikte findet man die Zwergbirke (Betula nana) und die Schlamm-Segge (Carex limosa). Auch der Rundblättrige Sonnentau (Drosera rotundifolia) kommt im Torfhausmoor vor. Die Fauna besteht vor allem aus Insekten und Fröschen.

## Trivia
Im Winter 1928/29 landete der Flugpionier Walter Spengler wiederholt auf dem verschneiten Torfhausmoor.